# AR三兄弟
AR三兄弟（エーアールさんきょうだい）は、日本の開発者であり、株式会社トルク所属の開発ユニットである。

## 略歴
ミシンメーカー・JUKI株式会社在職中から、メーカー内外の広告、システム開発、特許発案、展示会プロデュースなどに関わる。2010年5月にALTERNATIVE DESIGN++として独立。その後、2013年、佐渡島庸平らと共に株式会社トルクを設立。様々なメディアを通じて、既存の枠にとらわれない新作の発明と発表を続けている。
2010年1月には、『東のエデン 劇場版I The King of Eden』とのコラボで史上初のAR舞台挨拶を行なった。

## 人物
- 長男：川田十夢（1976年 - ）

熊本県荒尾市出身。中央大学商学部会計学科卒業。
企画・発明・執筆を担当。
1999年、メーカー系列会社に就職。面接時に書いた『未来の履歴書』の通り、同社Web周辺の全デザインとサーバ設計、全世界で機能する部品発注システム、ミシンとネットをつなぐ特許技術発案など、ひと通り実現。
2009年、独立。2010年『AR三兄弟の企画書』出版。2013年 情熱大陸出演。編集者・佐渡島庸平と発明マネジメント会社トルク設立。
2014年、J-WAVEでレギュラー番組『THE HANGOUT』スタート。2015年、作・演出・開発をつとめた舞台『パターン』をフジテレビで番組化、NHK『課外授業 ようこそ先輩』に出演するなど、公私ともに活躍の舞台を拡張している　。
- 次男：高木伸二

映像制作を担当。
- 三男：小笠原雄

プログラムを担当。
武蔵野美術大学在学中に参加。2013年3月に三兄弟を「卒業（絶縁）」したが、2020年10月、弘田月彦が三兄弟を脱退したのを機に復帰。
《元・兄弟》
- 元・三男：弘田月彦

プログラムを担当。
北海高等学校、北翔大学芸術メディア学科卒業。
2012年からtwitter上で『十夢大好き倶楽部会員NO.1』と名乗り、ファン活動を行うと同時に、自身もアプリ作品等を制作。2015年、新三男として三兄弟に正式加入した。2020年10月、AR三兄弟から脱退。
過去、『AR十三兄弟 公開オーディション』で募集したメンバーが十人いる（うち、十男は菊池良、十二男はサンキュータツオ）。また、三男不在時、長女セツコ・デラックスがその代理を務めた。

## 著書
- 『AR三兄弟の企画書』（日経BP、2010年8月）
- 『AR（拡張現実）で何が変わるのか?』（技術評論社、2010年11月）※共著
- 『電通デザイントーク Vol.2』（朝日新聞出版、2014年12月）※共著
- 『ファッションは更新できるのか?会議 人と服と社会のプロセス・イノベーションを夢想する』（フィルムアート社、2015年8月）※寄稿

## テレビ
- 『天才てれびくんMAX・ビットワールド』（NHK教育、2009年12月）
- 『ノイタミナ生特番』（フジテレビ、2009年12月）
- 『ビットワールド』（NHK、2010年9月）
- 『AR三兄弟の野望』（NHK、2011年1月）
- 『笑っていいとも!増刊号』（フジテレビ、2011年3月）
- 『情熱大陸』（毎日放送、2013年9月）…AR三兄弟・川田十夢として出演。番組ではAR三兄弟が開発した独自アプリを使い、可触化、多視点放送など生放送であること活かした実験的な試みが行われた。
- 『パターン』（フジテレビ、2015年3月）
- 『課外授業 ようこそ先輩』（NHK Eテレ、2015年5月）…AR三兄弟・川田十夢として出演。

## CM・ジングル
- 『スマイレージ』（2010年5月）
- 『水曜アニメ＜水もん＞』（TYMOTEと共作。朝日放送テレビ、2012年10月 - ）
- 『アニサタ』（朝日放送テレビ、2016年4月 - ）

## 舞台
- 『パターン』（2014年8月）…作・演出 川田十夢／開発 AR三兄弟

## ファッション
- 『MEN’S Precious（小学館、2012年）』…企画・開発を担当。専用アプリを誌面に“置く”ことで、ルイ・ヴィトンのバッグのファスナーが開いて場所や気候に応じたアイテムが取り出せたり、カルティエ・ウォッチの文字盤が動き出し現在の時間を示すなど、ユニークな販促コンテンツが立ち上がった。[5]
- 『ANREALAGE 2017SS “SILENCE”』…開発を担当。パリコレクションのインビテーション・カードやランウェイのモデルが着用する服に専用アプリ（スマートフォン）をかざすとサウンドや映像（ワード等）が再生された（実際販売された服でも再生可能）。

## その他展示
- 『TOKYO DESIGNERS WEEK』（2016年11月）…『間取りポリス』企画／開発を担当。映像はでんすけ28号が担当した。
- 『SENSE OF MOTION』（2016年11月）…『箱男-AR BOX MAN-』の企画／開発を担当。映像はでんすけ28号が担当した。

## ラジオ
- 『THE HANGOUT』（J-WAVE、2014年10月〜2016年9月）火曜日ナビゲーターを川田十夢が担当
- 『INNOVATION WORLD』（J-WAVE、2015年5月〜）2017年1月からナビゲーターを川田十夢が担当